# Pont H

Esquema d'un pont H (ressaltat en vermell)

Un pont H és un circuit electrònic que canvia la polaritat d'una tensió aplicada a una càrrega. Aquests circuits s'utilitzen sovint en robòtica i altres aplicacions per permetre que els motors de corrent continu funcionin cap endavant o cap enrere. El nom es deriva de la seva representació de diagrama esquemàtic comú, amb quatre elements de commutació configurats com les branques d'una lletra "H" i la càrrega connectada com a barra transversal.
La majoria dels convertidors DC-AC (inversors de potència), la majoria dels convertidors AC/AC, el convertidor push-pull DC-DC, el convertidor DC-DC aïllat la majoria de controladors de motors i molts altres tipus d'electrònica de potència utilitzar ponts H. En particular, un motor pas a pas bipolar gairebé sempre és accionat per un controlador de motor que conté dos ponts H.

Els dos estats bàsics d'un pont H

## General
Els ponts H estan disponibles com a circuits integrats o es poden construir a partir de components discrets.
El terme pont H es deriva de la representació gràfica típica d'aquest circuit. Un pont H es construeix amb quatre interruptors (d'estat sòlid o mecànic). Quan els interruptors S1 i S4 (segons la primera figura) estan tancats (i S2 i S3 estan oberts) s'aplica una tensió positiva al motor. En obrir els interruptors S1 i S4 i tancar els interruptors S2 i S3, aquesta tensió s'inverteix, permetent el funcionament invers del motor.
Utilitzant la nomenclatura anterior, els interruptors S1 i S2 no s'han de tancar mai al mateix temps, ja que això provocaria un curtcircuit a la font de tensió d'entrada. El mateix s'aplica als interruptors S3 i S4. Aquesta condició es coneix com shoot-through.
| S1 | S2 | S3 | S4 | Resultat                         |
| -- | -- | -- | -- | -------------------------------- |
| 1  | 0  | 0  | 1  | El motor es mou cap a la dreta   |
| 0  | 1  | 1  | 0  | El motor es mou cap a l'esquerra |
| 0  | 0  | 0  | 0  | Costes de motor                  |
| 1  | 0  | 0  | 0  | Costes de motor                  |
| 0  | 1  | 0  | 0  | Costes de motor                  |
| 0  | 0  | 1  | 0  | Costes de motor                  |
| 0  | 0  | 0  | 1  | Costes de motor                  |
| 1  | 1  | X  | X  | Curtcircuit                      |
| X  | X  | 1  | 1  | Curtcircuit                      |
| 1  | 0  | 1  | 0  | Frens                            |
| 0  | 1  | 0  | 1  | Frens                            |

## Ús comú
El pont H s'utilitza per subministrar energia a un dispositiu de dos terminals. Mitjançant la correcta disposició dels interruptors, es pot canviar la polaritat de l'alimentació del dispositiu. A continuació es comenten dos exemples, el controlador del motor de corrent continu i el transformador del regulador de commutació. Tingueu en compte que no tots els casos de condicions de commutació són segurs. Els casos "curt" (vegeu a continuació a la secció "Controlador del motor de CC") són perillosos per a la font d'alimentació i per als interruptors.

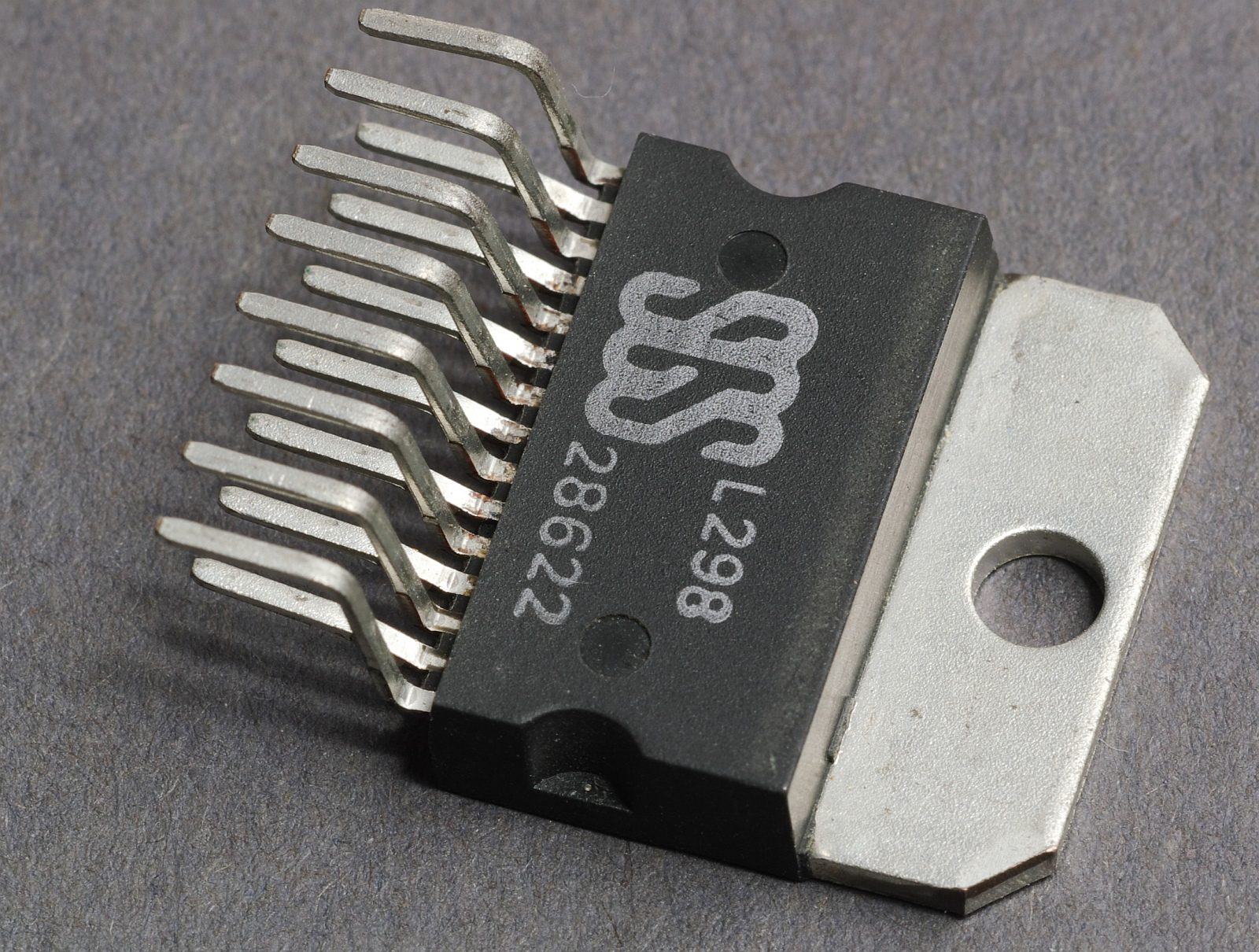
Controlador de motor de doble pont H L298

### Controlador de motor de corrent continu
El canvi de polaritat de la font d'alimentació al motor de corrent continu s'utilitza per canviar el sentit de gir. A més de canviar el sentit de gir, el pont H pot proporcionar modes de funcionament addicionals, "fre" i "funcionament lliure fins a la parada de fricció". La disposició del pont H s'utilitza generalment per invertir la polaritat/direcció del motor, però també es pot utilitzar per "frenar" el motor, on el motor s'atura sobtadament quan els terminals del motor estan connectats entre si. En connectar els seus terminals, l'energia cinètica del motor es consumeix ràpidament en forma de corrent elèctric i fa que el motor s'alenti. Un altre cas permet que el motor s'aturi per inercia, ja que el motor està efectivament desconnectat del circuit. La taula següent resumeix el funcionament, amb S1-S4 corresponent al diagrama anterior. A la taula següent, "1" s'utilitza per representar l'estat "encès" de l'interruptor, "0" per representar l'estat "apagat".

### Controlador de bobina primària del convertidor de potència de commutació
El controlador de bobina primària típic és simplement substituir els dos terminals del motor de corrent continu pels dos terminals de la bobina primària. El corrent de commutació a la bobina primària converteix l'energia elèctrica en energia magnètica i la transfereix de nou a l'energia elèctrica de ca a la bobina secundària.